# Анетт Контавейт
Анетт Контавейт (ест. Anett Kontaveit, 24 грудня 1995) — естонська тенісистка.
Свою першу перемогу в турнірі WTA Контавейт здобула в червні 2017 року на Rosmalen Grass Court Championships.
У жовтні 2018 року Анетт увійшла до чільної двадцятки рейтингу WTA.
Виступаючи за Естонію у Fed Cup, має 26 виграшів при 17 поразках (станом на 13 серпня 2020).
Контавейт оголосила на своїй сторінці в Instagram, що через діагноз «дегенерація поперекового диска» вона не може продовжувати тренуватися і завершить кар'єру тенісистки після Вімблдону.

## Стиль гри

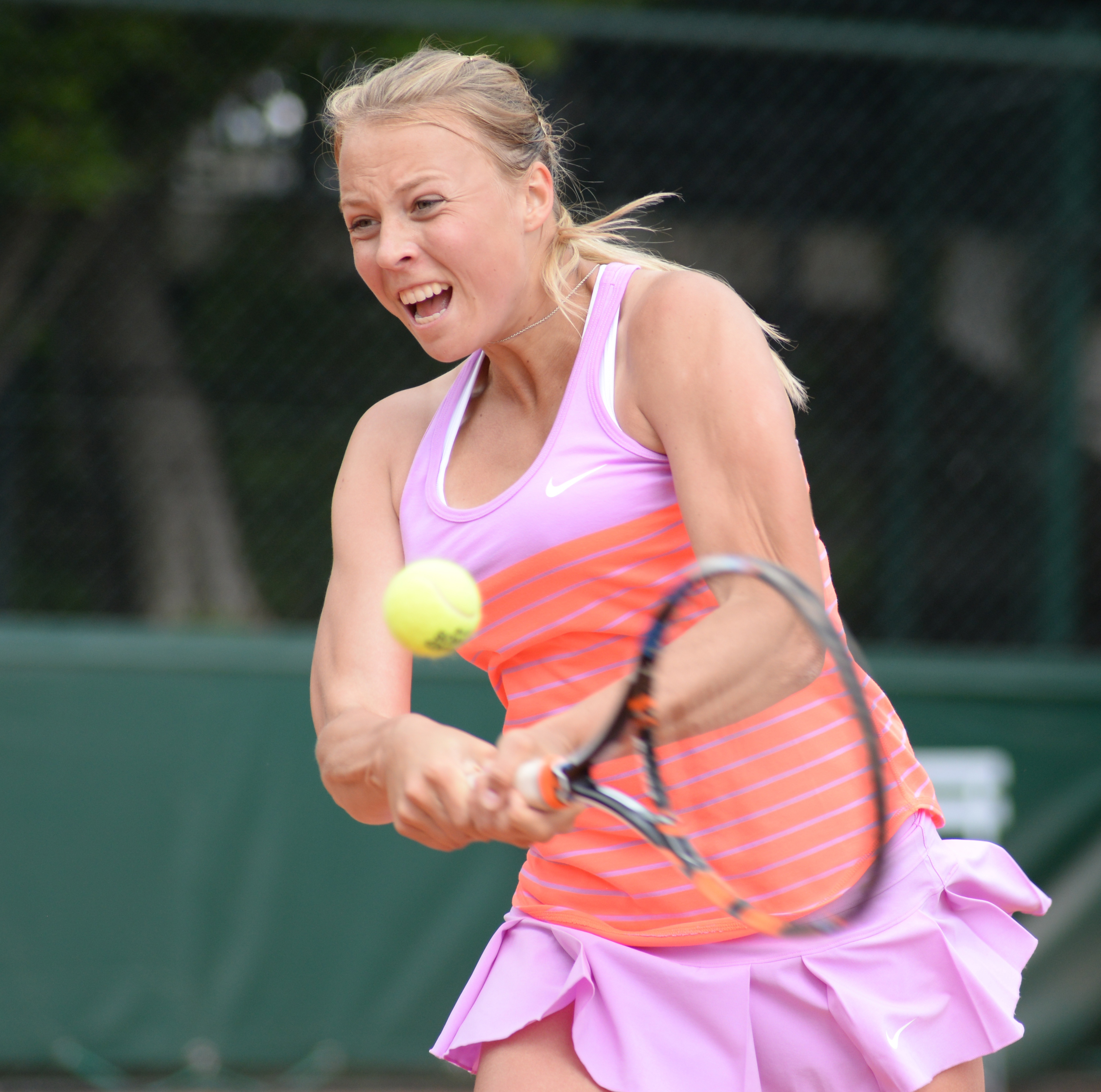
Контавейт виконує бекхенд

2017 року Джефф Макдональд з The New York Times назвав Контавейт «чудовим борцем на всіх поверхнях». Того ж року вона перемогла чемпіонку Франції Гарбінє Мугурусу на ґрунті й виграла перший у кар'єрі титул на траві.
Контавейт використовує широкий арсенал ударів, що змушують супротивниць відбивати м'яч незручно, що дозволяє її забити або змусити супротивницю помилитися. Намагаючись отримати від опонентки короткий м'яч, вона зазвичай подає з високим відскоком, змінює темп підрізкою з бекхенду або напрямок гри коли розиграш затягується. У зустрічі з Анджелік Кербер у Римі вона 32 рази забила м'яч на виліт. Вона також змусила до 32 помилок Наталію Вихлянцеву у фіналі  Ricoh Open 2017. Крім подачі з високим відскоком Контавейт має у своєму арсеналі різану подачу, що вибиває супротивницю з корту. Відзначають також високу швидкість пересування вздовж задньої лінії, яка дозволяє їй тягнути більшість ударів й завдавати ударів форхендом на бігу.

## Виступи на турнірах Великого шлему
| Рік             | 2013 | 2014 | 2015 | 2016 | 2017 | 2018 | 2019 | 2020 | 2021 | 2022 | SR     | В–П   |
| --------------- | ---- | ---- | ---- | ---- | ---- | ---- | ---- | ---- | ---- | ---- | ------ | ----- |
| Australian Open | A    | A    | КР   | 1Р   | 1Р   | 4Р   | 2Р   | ЧФ   | 3Р   | 2Р   | 0 / 7  | 11–7  |
| French Open     | A    | КР   | КР   | 1Р   | 2Р   | 4Р   | 1Р   | 1Р   | 3Р   |      | 0 / 6  | 6–6   |
| Wimbledon       | A    | 1Р   | 1Р   | 1Р   | 3Р   | 3Р   | 3Р   | NH   | 1Р   |      | 0 / 7  | 6–7   |
| US Open         | A    | A    | 4Р   | 1Р   | 1Р   | 1Р   | 3Р   | 4Р   | 3Р   |      | 0 / 7  | 10–6  |
| Ви–Пр           | 0–0  | 0–1  | 3–2  | 0–4  | 3–4  | 8–4  | 5–3  | 7–3  | 6–4  |      | 0 / 27 | 33–26 |

## Значні фінали

### Прем'єрні обов'язкові та Прем'єрні 5

#### Одиночний розряд: 1 фінал
| Результат | Рік  | Турнір     | Поверхня | Супротивниця    | Рахунок  |
| --------- | ---- | ---------- | -------- | --------------- | -------- |
| Поразка   | 2018 | Wuhan Open | Тверда   | Аріна Соболенко | 3–6, 3–6 |

## Фінали турнірів WTA

### Одиночний розряд: 13 (6 титулів)
| Результа | №   | Дата     | Турнір                                                         | Категорія    | Поверхня     | Супротивниця          | Рахунок              |
| -------- | --- | -------- | -------------------------------------------------------------- | ------------ | ------------ | --------------------- | -------------------- |
| Поразка  | 1.  | Кві 2017 | Ladies Open Lugano, Біль, Швейцарія                            | Міжнародний  | Хард (зал)   | Маркета Вондроушова   | 4–6, 6–7(6–8)        |
| Перемога | 1.  | Чер 2017 | Rosmalen Grass Court Championships, Росмален, Нідерланди       | Міжнародний  | Трава        | Наталія Віхлянцева    | 6–2, 6–3             |
| Поразка  | 2.  | Лип 2017 | WTA Swiss Open, Ґштад, Швейцарія                               | Міжнародний  | Ґрунт        | Кікі Бертенс          | 6–4, 3–6, 6–1        |
| Поразка  | 1–3 | Вер 2018 | Wuhan Open, Ухань, КНР                                         | Прем'єрний 5 | Хард         | Аріна Соболенко       | 3–6, 3–6             |
| Поразка  | 1–4 | Кві 2019 | Porsche Tennis Grand Prix, Штутгарт, Німеччина                 | Прем'єрний   | Ґрунт (зала) | Петра Квітова         | 3–6, 6–7(2–7)        |
| Поразка  | 1–5 | Сер 2020 | Internazionali Femminili di Tennis di Palermo, Палермо, Італія | Міжнародний  | Ґрунт        | Фіона Ферро           | 2–6, 5–7             |
| Фінал    | 1–6 | Лют 2021 | Grampians Trophy, Мельбурн, Австралія                          | WTA 500      | Хард         | Енн Лі                | фінал було скасовано |
| Поразка  | 1–7 | Чер 2021 | Eastbourne International, Істборн, Англія                      | WTA 500      | Трава        | Олена Остапенко       | 3–6, 3–6             |
| Перемога | 2–7 | Сер 2021 | Tennis in the Land, Клівленд, США                              | WTA 250      | Хард         | Ірина-Камелія Бегу    | 7–6(7–5), 6–4        |
| Перемога | 3–7 | Вер 2021 | Ostrava Open, Острава, Чехія                                   | WTA 500      | Хард (зала)  | Марія Саккарі         | 6–2, 7–5             |
| Перемога | 4–7 | Жов 2021 | VTB Kremlin Cup, Москва, Росія                                 | WTA 500      | Хард (зала)  | Катерина Олександрова | 4–6, 6–4, 7–5        |
| Перемога | 5–7 | Жов 2021 | Transylvania Open, Клуж-Напока, Румунія                        | WTA 250      | Хард (зала)  | Сімона Халеп          | 6–2, 6–3             |
| Перемога | 6–7 | Лют 2022 | St. Petersburg Ladies' Trophy, Санкт-Петербург, Росія          | WTA 500      | Хард (зала)  | Марія Саккарі         | 5–7, 7–6(7–4), 7–5   |

## Зовнішні посилання
- Досьє на сайті WTA [Архівовано 22 червня 2017 у Wayback Machine.]

## Виноски
1. ↑  Eesti spordi biograafiline leksikon
2. ↑  Former world No 2 Anett Kontaveit forced into early tennis retirement with injury. The Guardian. 20 червня 2023. Процитовано 20 червня 2023.
3. 1 2  MacDonald, Geoff (30 червня 2017). Wimbledon: 6 Players to Watch. NYTimes.com. Архів оригіналу за 24 вересня 2018. Процитовано 8 липня 2017.
4. 1 2  Kontaveit vanquishes Vikhlyantseva in Den Bosch for first WTA title. WTATennis.com. 18 червня 2017. Архів оригіналу за 18 травня 2018. Процитовано 8 липня 2017.
5. 1 2 3  Pagliaro, Richard (17 травня 2017). Kontaveit Crushes Kerber In Rome. TennisNow.com. Архів оригіналу за 17 травня 2018. Процитовано 8 липня 2017.

| Тенісист | Це незавершена стаття про тенісиста чи тенісистку. Ви можете допомогти проєкту, виправивши або дописавши її. |